# Comic虎之穴
Comic虎之穴是由株式會社虎之穴所經營，以同人誌為中心並售賣漫畫及其關連商品的同人商店。其銷售方式以旗下的店舖作零售及提供郵購服務。除漫畫同人誌以外，亦有售賣商業漫畫本（漫畫雜誌、單行本）、動畫關連的映像及音樂產品（如CD、DVD、Blu-ray）等的御宅族向的關連商品及書籍等商品。通稱虎之穴、虎穴或虎。

## 沿革
虎之穴在1994年6月創業，其代表人物吉田博高在此之前是Sofmap職員。店名及其營運社名的來源為日本漫畫《虎面人》（タイガーマスク）中所登場的職業摔角秘密社團「虎之穴」。
創業時的虎之穴，是位於秋葉原小巷內的住商混合大樓「神林大樓」（神林ビル）3樓一房間的二手書店。這時虎之穴已收集到為數不少的中古同人誌，因而令喜歡同人誌及處理品的愛好者經常在虎之穴及同大樓2樓的「湘南通商」（售賣二手電腦零件）這兩層中走上走落，以搜羅及搶購心頭好。
1996年7月虎之穴將有限公司法人化，同時新設了通信販售（郵購）部門。此後，開始接受新刊同人誌的委託販售，並擴大其規模。在秋葉原及東京都內，如池袋、新宿等新設的店鋪站穩陣腳後，於2000年3月進駐大阪，並開始在其它主要都市內廣設店鋪網。
2003年4月股份有限公司化。2006年遷入了於秋葉原新建造的自社大樓（秋葉原本店、現店名: 秋葉原店B）其到現在。
2008年，將物流中心及其實務上總公司的機能陸續搬遷到千葉縣市川市田尻的出租倉庫（日本Logistech株式會社京葉市川中心）。虎之穴屬下關連會社的總部也轉移到同一建築物之中。
2013年10月，創立夢之空控股株式會社（ユメノソラホールディングス株式会社），同時子公司FOX出版改名為「ツクルノモリ株式会社」，並收購AQUAPLUS成為子公司之一。

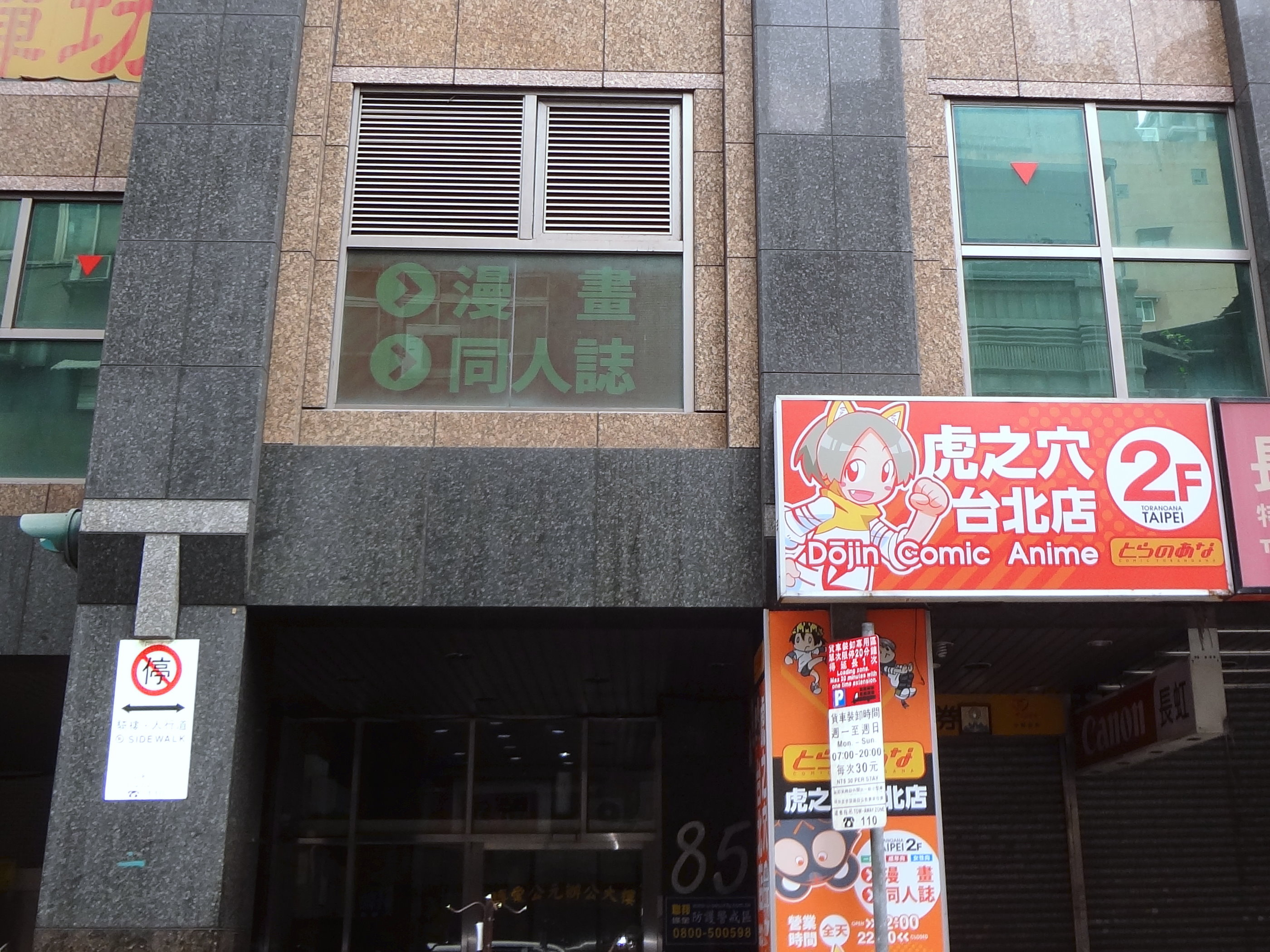
虎之穴台北店

2018年3月23日，臺灣臺北市開設「虎之穴台北店」，是虎之穴首次於海外開店。
受到2019冠状病毒病疫情影響，2022年8月31日虎之穴宣佈除老鋪池袋店外，關閉所有實體店，轉為網絡銷售。

## 店鋪

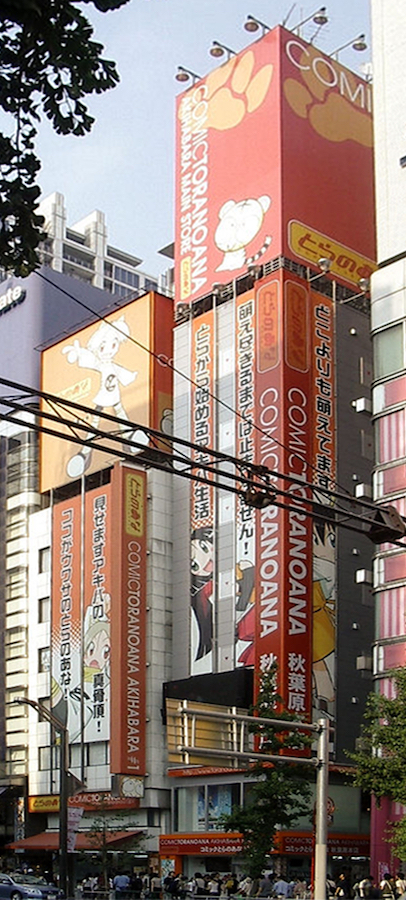
秋葉原店A（右起第3棟）與秋葉原店B（右起第2棟）。它們同時位於中央通並且相鄰。

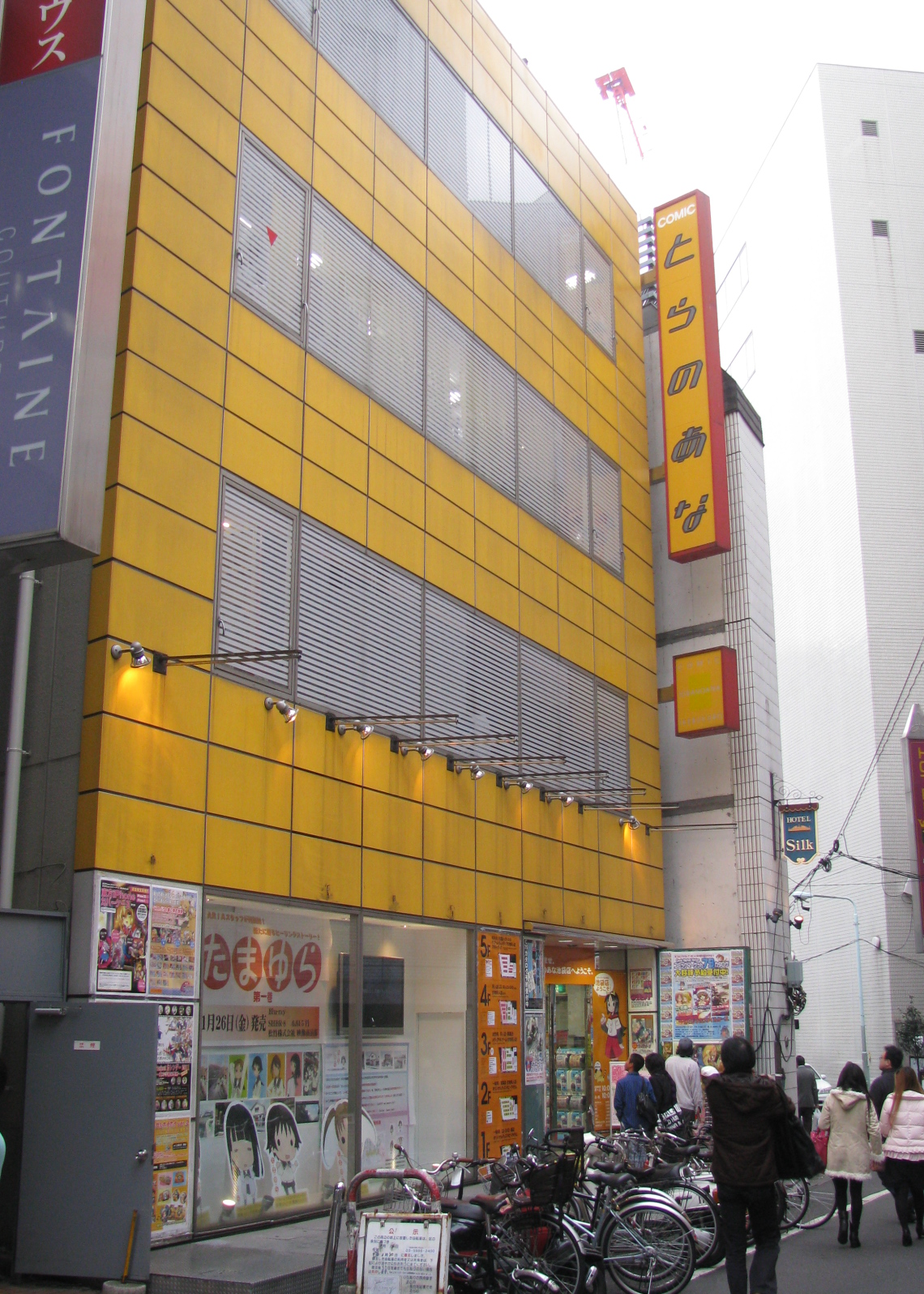
搬遷前的池袋店

### 現行店鋪
| 都道府縣 / 縣市 | 店名   | 開店・異動時期                                              |
| --------------- | ------ | ----------------------------------------------------------- |
| 東京都          | 池袋店 | 1998年2月開店、1999年8月擴充、2012年10月4日搬遷，但大幅縮小 |
| 台北市          | 台北店 | 2018年3月23日開店，為首家海外直營店                         |

### 已閉店的店鋪
| 都道府縣 / 縣市 | 店名      | 開店・異動時期                                                        |
| --------------- | --------- | --------------------------------------------------------------------- |
| 北海道          | 札幌店    | 2003年11月開店                                                        |
| 宮城縣          | 仙台店    | 2007年7月14日開店、2009年8月8日搬遷                                   |
| 埼玉縣          | 大宮店    | 2009年11月14日開店                                                    |
| 千葉縣          | 千葉店    | 2010年2月20日開店                                                     |
| 東京都          | 秋葉原店A | 2002年12月搬遷到現在地、2009年7月25日由「秋葉原1號店」更改為現時名稱  |
| 東京都          | 秋葉原店B | 2006年8月5日開店、2009年7月25日由「秋葉原本店」更改為現時名稱         |
| 東京都          | 新宿店    | 2000年6月開店、2001年6月搬遷、2001年10月由「新宿2號店」更改為現時名稱 |
| 東京都          | 八王子店  | 2009年11月28日開店                                                    |
| 東京都          | 町田店    | 2007年4月14日開店、2009年11月21日搬遷                                 |
| 神奈川縣        | 横濱店    | 2003年9月開店、2009年8月8日搬遷                                       |
| 新潟縣          | 新潟店    | 2010年12月3日開店                                                     |
| 靜岡縣          | 静岡店    | 2010年10月23日開店                                                    |
| 愛知縣          | 名古屋店  | 2002年2月開店                                                         |
| 京都府          | 京都店    | 2010年12月3日開店                                                     |
| 大阪府          | 難波店    | 2000年3月開店、2001年4月擴充                                          |
| 大阪府          | 梅田店    | 2004年5月開店                                                         |
| 兵庫縣          | 三宮店    | 2001年8月開店、2008年2月23日擴充、2010年2月27日縮減                   |
| 廣島縣          | 廣島店    | 2001年9月開店                                                         |
| 福岡縣          | 福岡店    | 2003年2月開店、2006年10月21日搬遷                                     |

- （秋葉原）2號店、3號店、4號店、5號店 → 集中到秋葉原1號店、秋葉原本店（現: 秋葉原店A・秋葉原店B）
- 新宿1號店（2000年5月開店，2001年10月閉店） → 集中到新宿2號店，並且將該店改名為新宿店
- （大阪）日本橋店（2001年6月開店，2003年10月閉店） → 集中到難波（なんば）店
- 難波2號店（2005年7月30日開店，2007年12月8日搬遷[20]，2009年3月15日閉店[21]） → 集中到難波（なんば）店
- 吉祥寺店（2008年4月26日開店[22]，2009年3月15日閉店[21]）

### 其他
- 於2006年8月5日秋葉原本店（現：秋葉原店B）開張時，在它的2樓營運過一間Cosplay咖啡廳「Cafe with Cat」[11]，但已於2009年5月17日關閉[23]。在閉店後，店內設備沒有太大改動，只是更改為原創商品的售賣場。

## 積分卡
積分卡分為一般顧客用卡及及同人誌管理團體及其關係者用的團體卡2種。
一般向積分卡為每購入價值20日圓會轉換成1點計算，但只限於以現金購物。使用圖書券（2010年6月30日起不再接受使用）、信用卡、扣帳卡不能得到任何積分。積存起來的積分可以交換電話卡及各種商品。但是積分卡是不能購買商品的。
團體向積分卡的轉換率為普通卡2倍，即購入價值10日圓可轉換成1點計算。而1點可以當成1日圓以購買商品。除此以外跟一般向的積分卡相同。
該積分卡是採用可重寫的磁卡，不過它對手提電話及錄像機的抗磁很弱，不時發生不能讀取資料等的錯誤。曾檢討過更換為IC卡，並最先在團體向用卡方面試行，但由於在各種問題下中止換卡計劃。

## 廣告・宣傳媒體
- 廣告上的角色為插圖畫家的作品。他亦負責了印刷在雜誌上的廣告漫畫《虎之穴的小美虎》（とらのあなの美虎ちゃん）。

### 印象歌曲
- （作詞、作曲：桃井晴子，編曲：小池雅也，歌：UNDER17）
  - 於2004年12月限定在虎之穴發售的CD（收錄了UNDER17版本、虎虎（松來未祐）版本、虎美（桃井晴子）版本及純音樂版本）。
  - UNDER17版本也收錄在UNDER17的大碟《そして伝説へ…》中（2004年12月22日發售）。而松來未祐的版本則收錄在松來的大碟《MEMORIES ～Miyu Matsuki Best Songs～》（2008年9月26日發售）。

據說原UNDER17的主音桃井晴子在虎之穴創業時，曾在對面的處理商品店（ジャンク屋）打工，並多次於休息時間順度拜訪。在後來也沒想過可為虎之穴主唱主題曲，在她收到邀請時十分吃驚。
- 以前的（主唱：串田晃）也是印象歌曲之一。

### 免費派發小冊子
- 。
2001年2月創刊[4]。除了漫畫、動畫情報外，還載有松来未祐與門脇舞（現爲門脇舞以）、生天目仁美、伊藤静等的聲優專欄及漫畫家的專訪。其內容非常充實且引以為傲，經常在發佈完結前就已經清貨。
- 虎通
1996年7月創刊[4]。內容為男性向的同人商材、18禁電腦遊戲等。當中主要為同人商材銷售排行及新作18禁遊戲介紹與成人向漫畫的介紹。該刊原先為收費的同人郵購目錄（當中亦有刊登漫畫）。
- Princees Note（プリンセスノート）
2004年10月創刊[4]。內容為女性向的同人商材、商業誌。

## 互聯網發佈內容

### 
為Comic虎之穴店舖內展開的宣傳活動，有排行榜等各種情報的電台節目。該節目在Comic虎之穴全線店鋪內廣播，也免費於官方網站上發佈。
概要
- 發佈期間：2009年11月27日 - （每月1次）
- 主持：小林優、今井麻美

### 開運☆野望神社系列
生天目仁美與伊藤静的網上電台節目。在虎之穴的官方網頁上，全部3個系列共96回於2003年至2008年隔週免費發佈。2010年時發佈了一次特別編。

### Web Comic發佈
以下為正在營運的網上漫畫發佈網站。當中全部能免費瀏覽。
- Comic HOLIC
毎週的星期五更新。其刊登過的作品被製成單行本發行。
- ComiHoriA
刊登成人向漫畫。隔週的星期三更新。
- 東方繪空事 〜 Moderate Feeling of Satisfaction.
刊登以東方Project為題材的漫畫，亦有發佈有關東方商品的情報。隔週的星期四更新。

## 提供・協力節目
- 東京電視台在2006年4月至9月末於毎週星期三23:30-24:00播放，由虎之穴提供關於秋葉原情報的節目。
- 現視研
為第一期電視動畫版中提供贊助。在原作漫畫中第3話中的虛構店舖，描繪在動畫版第2話中的原形為Comic虎之穴秋葉原1號店。
- 造夢同人誌
原作漫畫中以「Comic尻之穴」登場。其個人出版課等，亦是以株式會社虎之穴真實存在的部門名稱登場。在電視動畫版中虎之穴是以贊助商及製作委員會身份參與，秋葉原本店亦是其所描繪的一部份。
- 不平衡抽籤
- 一騎當千 Dragon Destiny
- 女王之刃 流浪的戰士
提供資金予製作委員會。
- 女子高生
製作協力。

## 關聯項目
- 企鵝美眉

## 注腳
1. 1 2  （页面存档备份，存于） （页面存档备份，存于） （页面存档备份，存于） （页面存档备份，存于）  （页面存档备份，存于）（日語）
2. ↑  . TORANOANA. 2018年2月26日  [2018年2月27日]. （原始内容存档于2018年2月28日） （中文（臺灣））.
3. ↑  鍾世傑. . 香港01. 2022-08-31  [2022-09-06] （中文（香港））.
4. 1 2 3 4 5  （日語）
5. ↑  （日語）
6. ↑  （日語）
7. ↑  （日語）
8. ↑  （日語）
9. 1 2  （日語）
10. 1 2  （日語）
11. 1 2  （日語）
12. ↑  （日語）
13. ↑  （日語）網頁已移除
14. ↑  （日語）
15. ↑  （日語）
16. 1 2  （日語）
17. ↑  （日語）
18. ↑  （日語）
19. ↑  （日語）網頁已移除
20. ↑  （日語）
21. 1 2  （日語）
22. ↑  （日語）
23. ↑  （日語）
24. ↑  （日語）

## 外部連結
- とらのあな Web Site（页面存档备份，存于）（日語）
  - http://www.toranoana.jp/radio/tora-radi/（页面存档备份，存于）（日語）